# Liste der Fahnenträger der Mannschaften von Trinidad und Tobago bei Olympischen Spielen
Die Liste der Fahnenträger der Mannschaften von Trinidad und Tobago bei Olympischen Spielen listet chronologisch alle Fahnenträger der Mannschaften von Trinidad und Tobago bei den Eröffnungsfeiern Olympischer Spiele auf.

## Liste der Fahnenträger
| Mannschaft             | Veranstaltung | Fahnenträger (EF)  | Fahnenträger (AF) |
| ---------------------- | ------------- | ------------------ | ----------------- |
| 1948 in London         | Sommerspiele  | Wilfred Tull       |                   |
| 1952 in Helsinki       | Sommerspiele  | Rodney Wilkes      |                   |
| 1956 in Melbourne      | Sommerspiele  | Mike Agostini      |                   |
| 1964 in Tokio          | Sommerspiele  | Wendell Mottley    |                   |
| 1968 in Mexiko-Stadt   | Sommerspiele  | Roger Gibbon       |                   |
| 1972 in München        | Sommerspiele  | Hasely Crawford    |                   |
| 1976 in Montreal       | Sommerspiele  | Hasely Crawford    |                   |
| 1980 in Moskau         | Sommerspiele  | Hasely Crawford    |                   |
| 1984 in Los Angeles    | Sommerspiele  | Hasely Crawford    |                   |
| 1988 in Seoul          | Sommerspiele  | Ian Morris         |                   |
| 1992 in Barcelona      | Sommerspiele  | Alvin Daniel       |                   |
| 1994 in Lillehammer    | Winterspiele  | Gregory Sun        |                   |
| 1996 in Atlanta        | Sommerspiele  | Gene Samuel        |                   |
| 1998 in Nagano         | Winterspiele  | Curtis Harry       |                   |
| 2000 in Sydney         | Sommerspiele  | Ato Boldon         |                   |
| 2002 in Salt Lake City | Winterspiele  | Gregory Sun        |                   |
| 2004 in Athen          | Sommerspiele  | Ato Boldon         | George Bovell     |
| 2008 in Peking         | Sommerspiele  | George Bovell      | Richard Thompson  |
| 2012 in London         | Sommerspiele  | Marc Burns         | George Bovell     |
| 2016 in Rio de Janeiro | Sommerspiele  | Keshorn Walcott    | Cleopatra Borel   |
| 2020 in Tokio          | Sommerspiele  | Kelly-Ann Baptiste | Andwuelle Wright  |
| 2022 in Peking         | Winterspiele  | Andre Marcano      | Volunteer         |
| 2024 in Paris          | Sommerspiele  | Michelle-Lee Ahye  | Leah Bertrand     |
| 2024 in Paris          | Sommerspiele  | Dylan Carter       | Leah Bertrand     |

Anmerkung: (EF) = Eröffnungsfeier, (AF) = Abschlussfeier

## Statistik
| Rang    | Sportart       | EF | AF | ∑  |
| ------- | -------------- | -- | -- | -- |
| 1       | Leichtathletik | 15 | 4  | 19 |
| 2       | Schwimmen      | 2  | 2  | 4  |
| 3       | Radsport       | 2  | 0  | 2  |
| 4       | Gewichtheben   | 1  | 0  | 1  |
| Gesamt: | Gesamt:        | 20 | 6  | 26 |

| Rang    | Sportart  | EF | AF | ∑ |
| ------- | --------- | -- | -- | - |
| 1       | Bob       | 4  | 0  | 4 |
| 2       | Volunteer | 0  | 1  | 1 |
| Gesamt: | Gesamt:   | 4  | 1  | 5 |

| Rang    | Sportart       | EF | AF | ∑  |
| ------- | -------------- | -- | -- | -- |
| 1       | Leichtathletik | 15 | 4  | 19 |
| 2       | Bob            | 4  | 0  | 4  |
| 2       | Schwimmen      | 2  | 2  | 4  |
| 4       | Radsport       | 2  | 0  | 2  |
| 5       | Gewichtheben   | 1  | 0  | 1  |
| 5       | Volunteer      | 0  | 1  | 1  |
| Gesamt: | Gesamt:        | 24 | 7  | 31 |